# 龚镇洲
龚镇洲（1882年—1942年）名振鹏，字镇洲，以字行。安徽合肥北乡（今长丰县岗集镇安冲村古塘村民组）人，祖籍江西臨川。中国民主革命家。

## 生平
光绪三十二年（1906年），龚镇洲在南京陆军第九镇任下级军官，与管带柏文蔚同时参加中国同盟会。宣统三年（1911年）十一月四日，在清江举行起义，是苏皖地区较早响应武昌起义者。后来，龚镇洲任柏文蔚的革命第一军第二旅旅长。民国二年（1913年）二次革命中，龚镇洲任第二军军长，率部光复芜湖，失败后遭到通缉，逃往日本。回国后，赴广州投奔孙中山的护法军政府，任虎门要塞总指挥。
1932年一·二八事变时，龚镇洲正寓居上海，乃与朋友章太炎冒险前往北平，敦请张学良出兵救国。此后，龚镇洲在四川、云南、广西之间奔走，号召抗日。后来，驻重庆的中共代表团团长周恩来曾在重庆设宴款待龚镇洲。民国31年（1942年）桂林遭到日军飞机轰炸后，龚镇洲染病逝世。周恩来、董必武、邓颖超联名致唁电：“镇州先生，有德有才，功在民国。陪都接席，瞻仰弥殷，遽闻凋谢，实深悲悼！” 当时，龚镇洲的次女龚澎正在周恩来身边工作。

## 家庭
- 妻：徐文，是黄兴夫人徐宗汉的堂妹。
- 长女：龚普生
- 次女：龚澎
- 三女：徐畹球